# 田畑佐和子
田畑 佐和子（たばた さわこ、1938年3月22日 - ）は、日本の中国文学者。
東京出身。東京都立竹早高等学校、東京外国語大学外国語学部中国語学科卒業、1962年旧・東京都立大学大学院人文科学研究科中国文学専攻修士課程修了、岩波書店に編集者として入社し、雑誌『思想』や、岩波新書、岩波中国語辞典、岩波日中辞典などの編纂に携わる。ウーマンリブ運動にも加わった。
岩波書店退社後は、東京大学、早稲田大学、学習院大学などで非常勤講師として中国語・中国文学を講ずる傍ら、丁玲などの現代中国文学の翻訳をする。季刊「中国現代小説」（蒼蒼社）の同人として、多くの翻訳を同誌に掲載した。
夫田畑光永は、元東京放送（TBS）記者。遺伝子音楽で知られる生物学者・立教大学講師の宗像信生は弟、政策科学者・関西学院大学教授の上野真城子は妹にあたる。

## 訳書
- 『天雲山伝奇 中国告発小説集』田畑光永共編訳、亜紀書房、1981
- 孫玄齢『中国の音楽世界』岩波新書、1990
- 載晴『毛沢東と中国知識人 延安整風から反右派闘争へ』東方書店、1990
- 池莉『初恋』早稲田大学出版部、1994
- 『丁玲自伝 中国革命を生きた女性作家の回想』東方書店、2004
- 孫玄齢『中国芝居の人間模様 お前が引っ込みゃおれの番』白帝社、2005